# Torrubia
Torrubia è un comune spagnolo di 23 abitanti (dati 2023) situato nella comunità autonoma di Castiglia-La Mancia.